# Cryptobranchoidea
Sous-ordre
Les Cryptobranchoidea sont un sous-ordre de salamandres que l'on rencontre dans l'est des États-Unis, en Chine, à Taiwan et au Japon. Ils sont connus comme les salamandres primitives, contrairement aux Salamandroidea qui sont les salamandres avancées.
Certaines espèces de Cryptobranchidae sont entièrement aquatiques et sont connues comme les salamandres géantes en raison de leur grande taille.

## Liste des familles et genres
Selon NCBI (30 juillet 2013) :
- famille Cryptobranchidae
  - genre Andrias
  - genre Cryptobranchus
- famille Hynobiidae
  - genre Batrachuperus
  - genre Hynobius
  - genre Liua
  - genre Onychodactylus
  - genre Pachyhynobius
  - genre Paradactylodon
  - genre Pseudohynobius
  - genre Ranodon
  - genre Salamandrella

## Publication originale
- Dunn, 1922 : The sound-transmitting apparatus of salamanders and the phylogeny of the Caudata. The American Naturalist, vol. 56, p. 418-487.